# Specjalne Pododdziały Ochrony Porządku Publicznego na Ukrainie
Specjalne Pododdziały Ochrony Porządku Publicznego na Ukrainie (ukr. Спецпідрозділи охорони громадського порядку в Україні) – milicyjne jednostki specjalne podległe MSW Ukrainy.

## Historia
W kwietniu 2014 roku Minister Spraw Wewnętrznych Ukrainy Arsen Awakow wydał rozporządzenie w sprawie stworzenia ochotniczego korpusu poddziałów specjalnych do ochrony porządku publicznego – batalionów i kompanii Służby Patrolowej Milicji Specjalnego Przeznaczenia (ukr. патрульної служби міліції особливого призначення (ПСМОП)) dla ochrony przed przestępczymi atakami i ochrony porządku publicznego.
Zgodnie z informacją Ministra Spraw Wewnętrznych Ukrainy, według stanu na dzień 16 czerwca 2014 roku w obwodach Ukrainy stworzono 30 regionalnych pododdziałów specjalnych, w których blisko 3000 osób pełniło wówczas służbę, a docelowo miało ją pełnić 5660 osób.
W obwodach zakarpackim, czernihowskim, rówieńskim, czerkaskim i żytomierskim, w miejsce pododdziałów MSW, w celu ochrony porządku publicznego sformowano obywatelskie oddziały obrony terytorialnej i bataliony obrony terytorialnej Ministerstwa Obrony Ukrainy.

## Lista jednostek specjalnych MSW
| Lp. | Nazwa                      | Rejon                  | Dowódca                                          | Podporządkowywanie | Liczebność |
| --- | -------------------------- | ---------------------- | ------------------------------------------------ | ------------------ | ---------- |
| 1   | Batalion „Winnica”         | Obwód winnicki         | Rusłan Moroz                                     | MSW                | 200        |
| 2   | Rota „Świteź”              | Obwód wołyński         | Ołeksandr Facewycz                               | MSW                | 100        |
| 3   | Batalion „Dniepr-1”        | Obwód dniepropetrowski | Jurij Bereza                                     | MSW                | 500        |
| 4   | Batalion „Siczesław”       | Obwód dniepropetrowski | Wołodymyr Portianko                              | MSW                | 200        |
| 5   | Batalion „Artemiwśk”       | Obwód dniepropetrowski | Kostiantyn Matejczenko                           | MSW                | 200        |
| 6   | Batalion „Szachtarśk”      | Obwód dniepropetrowski | Rusłan Onyszczenko, Andrij Fiłonenko             | MSW                | rozwiązany |
| 7   | Batalion „Ługańsk-1”       | Obwód dniepropetrowski | Andrij Łewko                                     | MSW                | 200        |
| 8   | Batalion „Krywbas”         | Obwód dniepropetrowski | Ihor Sapyha                                      | MSW                | 200        |
| 9   | Batalion „Donieck-1”       | Obwód doniecki         | nie przydzielono                                 | MSW                | planowany  |
| 10  | Batalion „Donieck-2”       | Obwód doniecki         | nie przydzielono                                 | MSW                | planowany  |
| 11  | Batalion „Skif”            | Obwód zaporoski        | Ihor Nowoselski                                  | MSW                | 200        |
| 12  | Rota „Tornado”             | Obwód zaporoski        | Danyło Wola                                      | MSW                | 100        |
| 13  | Batalion „Iwano-Frankiwsk” | Obwód iwanofrankiwski  | Ołeksandr Poliszczuk                             | MSW                | 200        |
| 14  | Batalion „Kijów-1”         | Obwód kijowski         | Jewhen Dejdej                                    | MSW                | 300        |
| 15  | Batalion „Kijów-2”         | Obwód kijowski         | Bohdan Wojciechowski                             | MSW                | 300        |
| 16  | Batalion „Kijowszczyzna”   | Obwód kijowski         | Jurij Pokyn'boroda                               | MSW                | 200        |
| 17  | Batalion „Pokojotwórca”    | Obwód kijowski         | Andrij Teteruk                                   | MSW                | 200        |
| 18  | Batalion „Złote wrota”     | Obwód kijowski         | Wołodymyr Prowołowski                            | MSW                | 316        |
| 19  | Pułk „Azow”                | Obwód kijowski         | Andrij Biłecki                                   | MSW                | 700        |
| 20  | Batalion „Sicz”            | Obwód kijowski         | Ołeh Tkaczenko                                   | MSW                | 300        |
| 21  | Rota „Święta Maria”        | Obwód kijowski         | Dmytro Lińko                                     | MSW                | 100        |
| 22  | Batalion „Kirowohrad”      | Obwód kirowohradzki    | Wiaczesław Szewczenko                            | MSW                | 200        |
| 23  | Batalion „Tymur”           | Obwód ługański         | Temur Jułdaszew (†2014)                          | MSW                | 100        |
| 24  | Batalion „Lwów”            | Obwód lwowski          | Ołeh Zariczny                                    | MSW                | 150        |
| 25  | Batalion „Mikołajów”       | Obwód mikołajowski     | Witalij Honczarow                                | MSW                | 200        |
| 26  | Batalion „Sztorm”          | Obwód odeski           | Serhij Szestakow                                 | MSW                | 200        |
| 27  | Batalion „Połtawa”         | Obwód połtawski        | Illa Kywa                                        | MSW                | 400        |
| 28  | Rota „Krzemieńczuk”        | Obwód połtawski        | Ołeh Berkela                                     | MSW                | 100        |
| 29  | Batalion „Sumy”            | Obwód sumski           | Ihor Martynow                                    | MSW                | 200        |
| 30  | Batalion „Tarnopol”        | Obwód tarnopolski      | Wołodymyr Katruk                                 | MSW                | 430        |
| 31  | Batalion „Słobodszczyzna”  | Obwód charkowski       | Andrij Janhołenko                                | MSW                | 300        |
| 32  | Batalion „Charków-1”       | Obwód charkowski       | Serhij Janhołenko                                | MSW                | 300        |
| 33  | Rota „Charków-2”           | Obwód charkowski       | Ihor Tokariew                                    | MSW                | 100        |
| 34  | Batalion „Chersoń”         | Obwód chersoński       | Ołeksandr Hubariew, Rusłan Storczeus (zaginiony) | MSW                | 230        |
| 35  | Rota „Bohdan”              | Obwód chmielnicki      | Ołeh Krakowski, Ołeksandr Żymennyk               | MSW                | 100        |
| 36  | Rota „Czernihów”           | Obwód czernihowski     | Roman Pyckiw                                     | MSW                | 200        |
| 37  | Rota „Korpus Wschodni”     | Obwód charkowski       | Ołeh Szyriajew                                   | MSW                | 100        |